# امان قلیج شادمهر
امان قلیج شادمهر سیاستمدار ایرانی است. وی موفق شد در یازدهمین انتخابات مجلس شورای اسلامی که در تاریخ ۲ اسفند ۱۳۹۸ برگزار شد، با کسب ۳۱ هزار و ۸۲۶ رای از مجموع ۱۴۶ هزار و ۹۶۳ رای ماخوذه، از حوزه انتخابیه گنبد کاووس از استان گلستان انتخاب گردد و به مجلس راه یابد. وی عضو کمیسیون آموزش و تحقیقات مجلس بود.